# Cleome turkmena
Cleome turkmena är en paradisblomsterväxtart som beskrevs av Jevgenij Grigorjevitj Bobrov. Cleome turkmena ingår i släktet paradisblomstersläktet, och familjen paradisblomsterväxter. Inga underarter finns listade i Catalogue of Life.